# Flandreau
Flandreau (/ˈflændruː/ FLAN-droo) è un comune (city) degli Stati Uniti d'America e capoluogo della contea di Moody nello Stato del Dakota del Sud. La popolazione era di 2 341 abitanti al censimento del 2010. La città deve il suo nome in onore di Charles Eugene Flandrau, un giudice del territorio e dello stato del Minnesota, noto per aver salvato la comunità di New Ulm nel Minnesota dalla distruzione durante un conflitto con la tribù dei Sioux nel 1862.
Nel 2015, nella vicina riserva indiana di Santee Sioux, c'era un progetto per aprire il primo, in tutta la nazione, un luogo ricreativo per l'uso della marijuana in un salotto di una ex pista da bowling vicino al Royal River Casino and Hotel, tuttavia, turisti o membri che non appartengono alle tribù ma che usano la marijuana hanno dichiarato che c'erano dei seri rischi per le popolazioni indigene e quindi il progetto è stato fermato.

## Geografia fisica

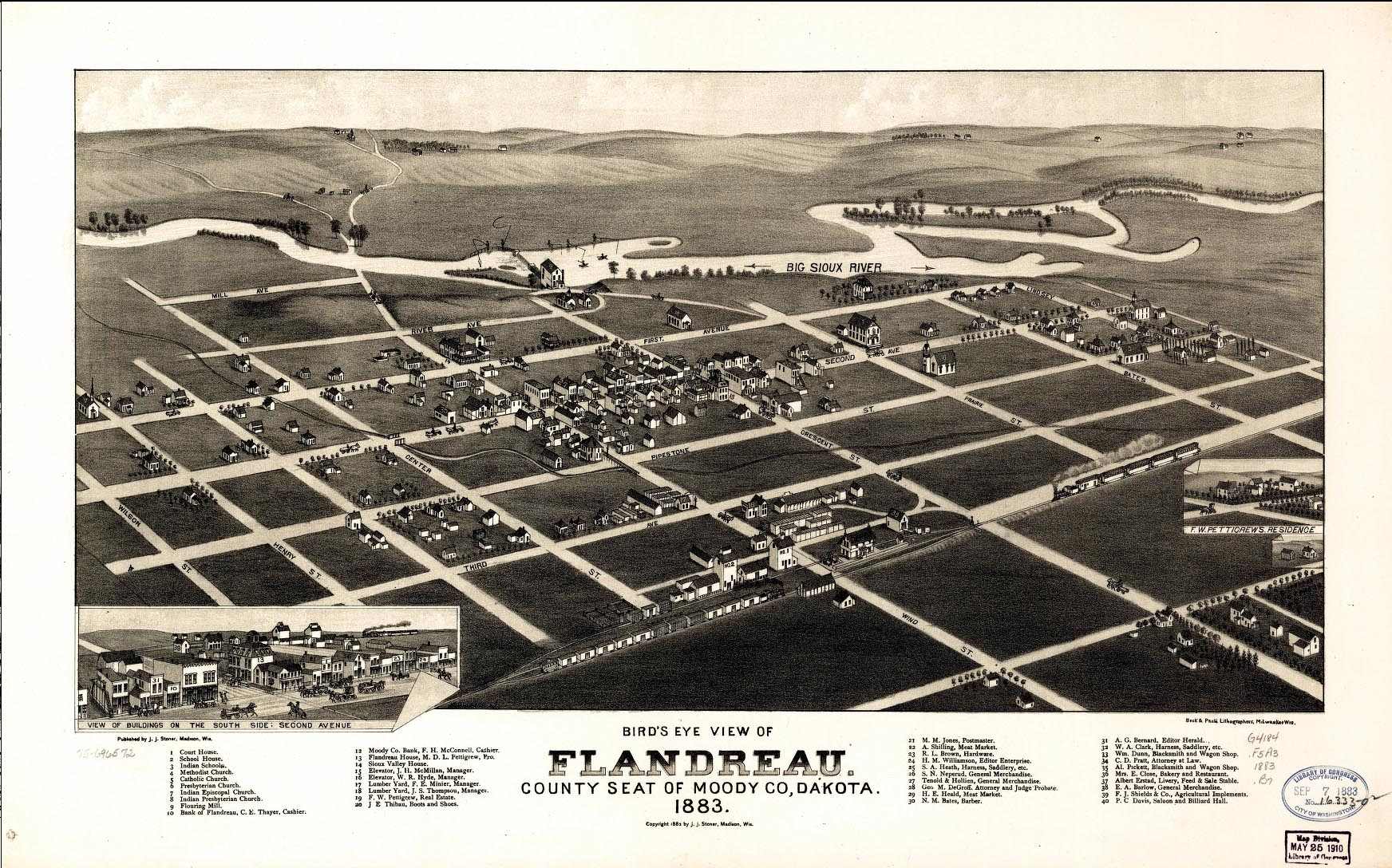
Illustrazione di Flandreau nel 1883

Flandreau è situata a 44°02′52″N 96°35′47″W (44.047855, −96.596417).
Secondo lo United States Census Bureau, la città ha una superficie totale di 4,99 km², dei quali 4,81 km² di territorio e 0,17 km² di acque interne (3,48% del totale).
A Flandreau è stato assegnato lo ZIP code 57028 e lo FIPS place code 21540.

## Società

### Evoluzione demografica
Secondo il censimento del 2010, c'erano 2 341 abitanti.

### Etnie e minoranze straniere
Secondo il censimento del 2010, la composizione etnica della città era formata dal 64,25% di bianchi, lo 0,47% di afroamericani, il 27,72% di nativi americani, il 2,26% di asiatici, lo 0% di oceanici, l'1,45% di altre razze, e il 3,84% di due o più etnie. Ispanici o latinos di qualunque razza erano il 3,55% della popolazione.